# Козловка (Тюльганський район)
Козло́вка (рос. Козловка) — село у складі Тюльганського району Оренбурзької області, Росія.

## Населення
Населення — 129 осіб (2010; 189 у 2002).
Національний склад (станом на 2002 рік):
- росіяни — 85 %